# Capitolio Nacional de Colombia
El Capitolio Nacional de Colombia es la sede del Congreso de la República, ente el cual es el  órgano legislativo de la República de Colombia. Está ubicado en el costado sur de la plaza de Bolívar, en el centro histórico de la ciudad de Bogotá. 
El capitolio fue diseñado originalmente por Thomas Reed a solicitud del presidente Tomás Cipriano de Mosquera, se construyó entre 1848 y 1926 y diversos arquitectos estuvieron a su cargo. Es una de las construcciones más representativas de la arquitectura republicana y neoclásica en la ciudad. El Capitolio Nacional de Colombia fue declarado Monumento Nacional por el decreto 1584 del 11 de agosto de 1975.

## Historia

### Antecedentes
El costado sur de la Plaza Mayor albergó diversas construcciones destinadas a la administración pública del Virreinato de la Nueva Granada como la Casa de la Real Audiencia, el tribunal de cuentas, la cárcel grande y el Palacio Virreinal, este último fue destruido por un incendio ocurrido en mayo de 1786. Antes de una construcción del Capitolio, el Congreso no contó con una sede permanente y sesionó en diversos recintos de la ciudad, como colegios, cárceles, templos y conventos.
Por encargo del presidente Tomás Cipriano de Mosquera, el ministro plenipotenciario de Colombia en Venezuela Manuel Ancízar contrató el 27 de agosto de 1846 al arquitecto danés Thomas Reed, quien por entonces se encontraba en Caracas. El propósito de su contrato era la construcción de un edificio público destinable a Palacio de Gobierno, en el cual se deseaban albergar las dos Cámaras del Congreso, la Corte Suprema, el Tribunal del Distrito de Cundinamarca, la Registraduría y la Presidencia de la República. Pocas semanas más tarde, Reed se instaló en Bogotá e inició el diseño de la construcción. En sus planos le otorgó a la edificación el nombre de Capitolio Nacional y su proyecto fue aprobado por el Congreso. Para la ejecución de la obra se publicó la convocatoria de una licitación pública en la Gaceta Oficial del 17 de junio de 1847, la cual se le adjudicó al empresario Juan Manuel Arrubla.

### Construcción

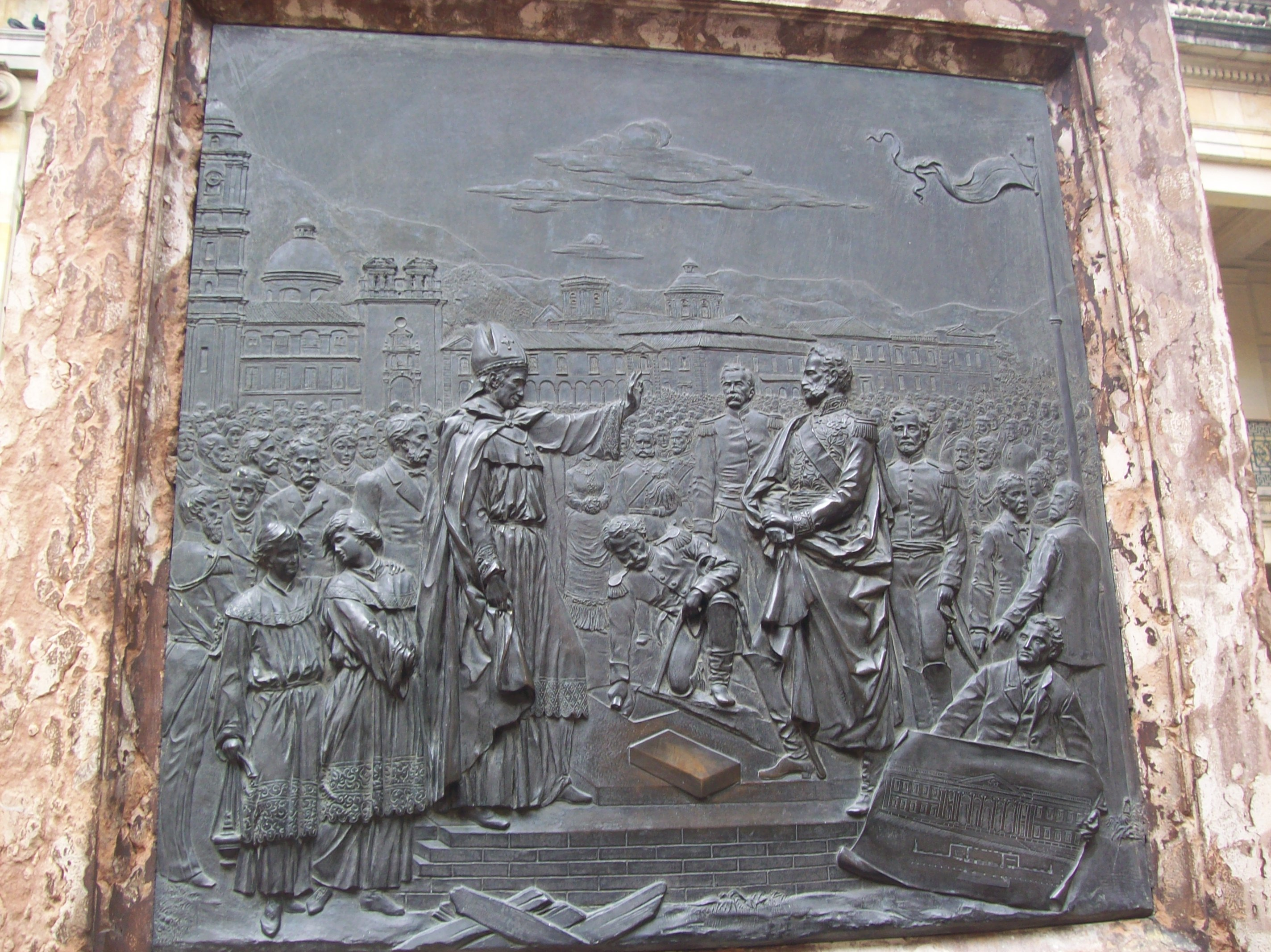
Relieve en bronce del artista bávaro Ferdinand von Miller con una representación de la bendición de la primera piedra por el arzobispo Manuel José Mosquera.

Las obras del Capitolio comenzaron el 20 de julio de 1848, por ley expedida por el presidente Tomás Cipriano de Mosquera. En aquella fecha se puso la primera piedra con la bendición del arzobispo de Bogotá Manuel José Mosquera (hermano del presidente Tomás Cipriano) y en presencia de todas las autoridades civiles. 
Las obras de construcción duraron 78 años y diversos arquitectos estuvieron a su cargo. Su autor, Thomas Reed, dirigió la construcción hasta 1851, cuando se suspendió por la guerra civil. En febrero de 1870 se inició la segunda fase de trabajos a cargo de Francisco Olaya, antiguo maestro de obra de Thomas Reed y Director de Obras Públicas. El 1 de abril de 1874 los salones de las Cámaras del Congreso se habilitaron y se comenzaron a utilizar a pesar de que aún estaban en proceso de construcción, justamente en esa fecha el presidente Manuel Murillo Toro dio investidura en el Salón Elíptico a su sucesor Santiago Pérez, quien fue el primer mandatario que se posesionó en dicho recinto. En 1881 continuó la labor el italiano Pietro Cantini, quien incluyó algunas reformas en el frontis diseñado originalmente por Reed. El poeta Rafael Pombo publicó una serie de críticas acerca de dichas reformas en el diario El Conservador del 29 de septiembre de 1881. Cantini continuó en la dirección de las obras hasta 1885, cuando la guerra civil las dejó sin presupuesto. Los trabajos se reanudaron en 1891 bajo la dirección de Antonio Clopatofsky, quien estuvo al frente durante un año, basado en los planos de Cantini.

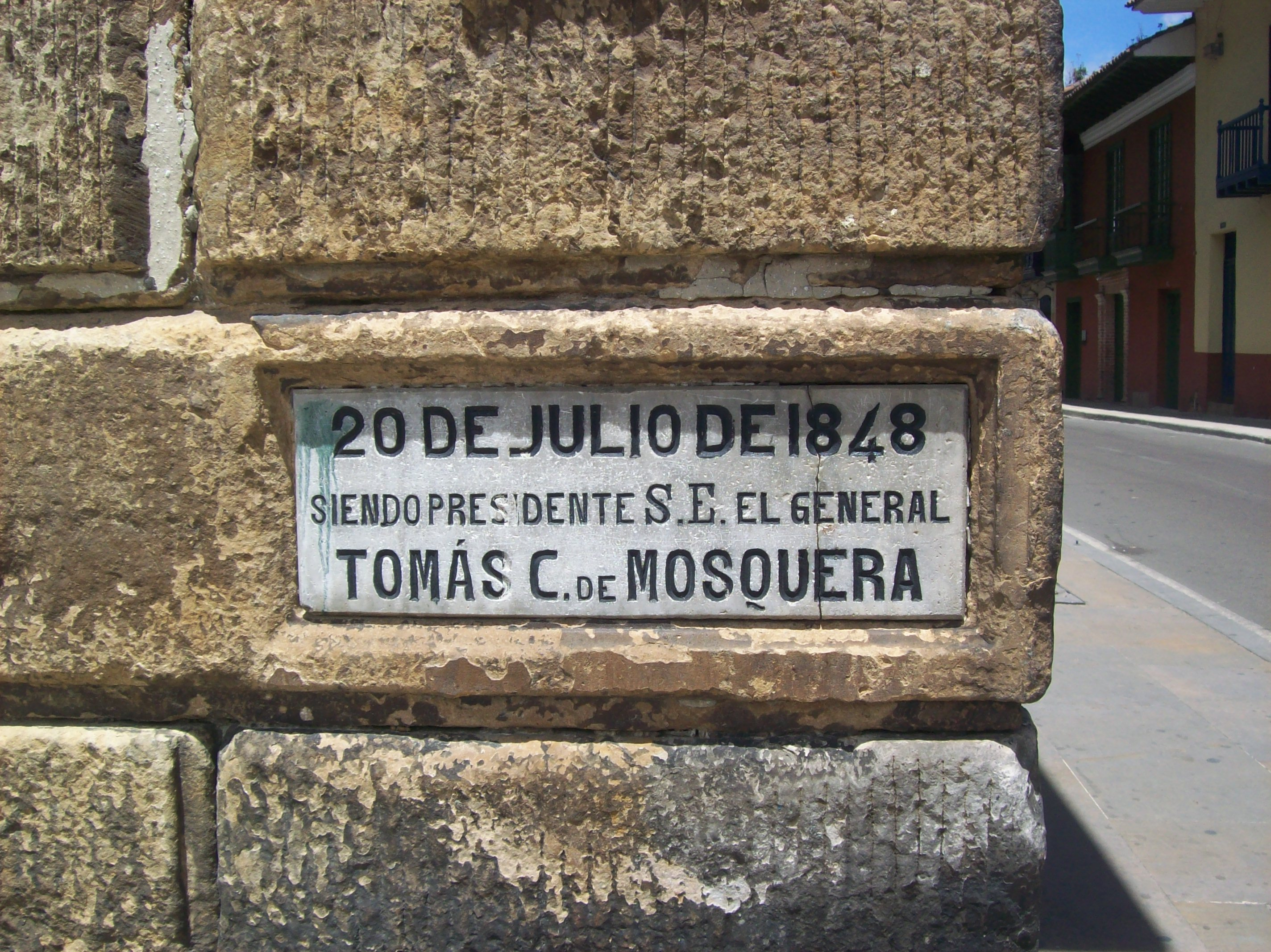
Placa de la primera piedra de la construcción del Capitolio.

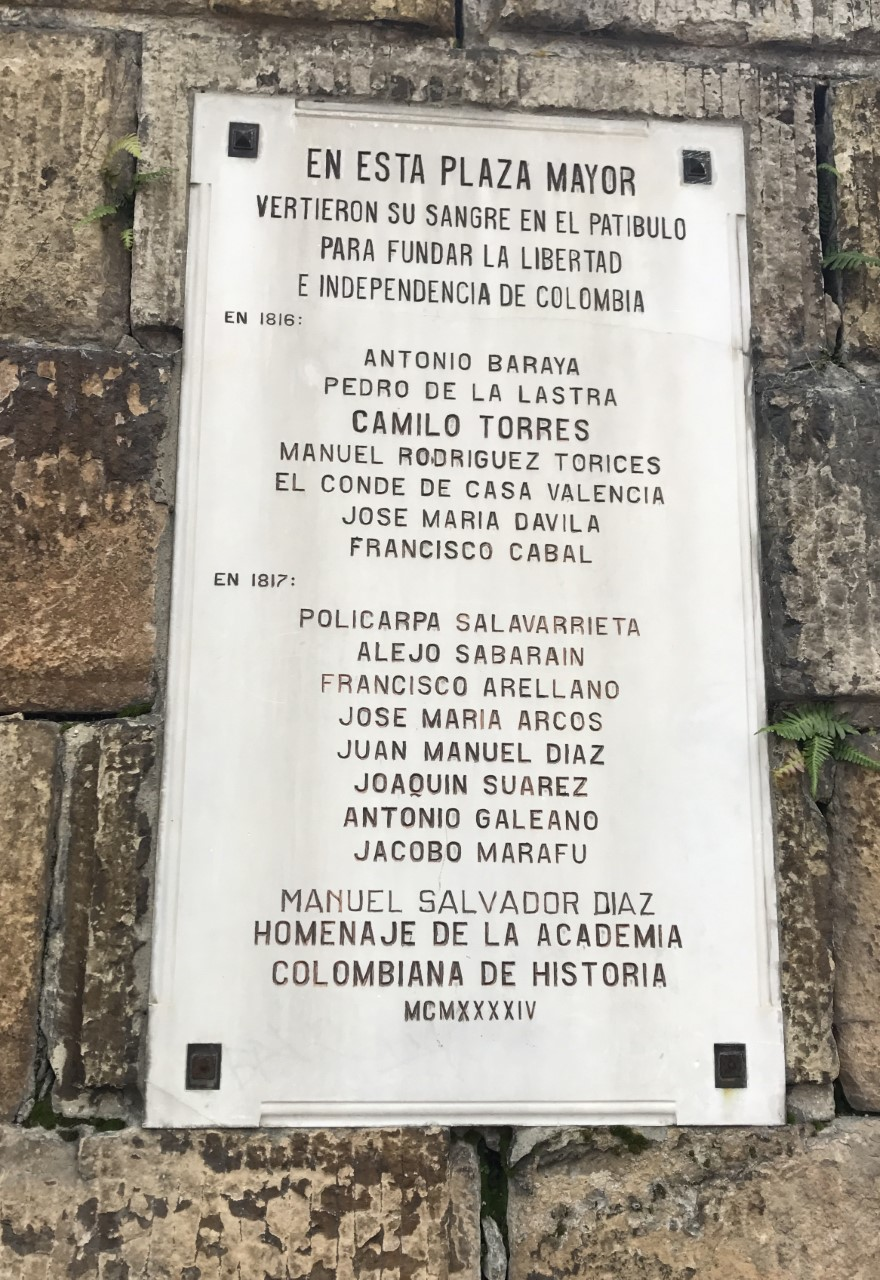
Placa conmemorativa de patriotas fusilados en la plaza de Bolívar.

En 1904 el mismo Pietro Cantini presentó unos nuevos planos y evaluaciones para la obra del Capitolio. El 11 de abril de 1905 se realizó un contrato para la instalación de energía eléctrica en el edificio. Cantini retomó la dirección de las obras entre 1906 y 1908, periodo en el que se apuntalaron los techos, se mejoró la entrada al costado sur, se revisó el drenaje de la edificación, se retiró el alquitrabe construido entre las pilastras del frontis y se cambió el techo antiguo. El 11 de febrero de 1908 renunció Cantini a las obras por su delicado estado de salud y quedó a cargo el arquitecto bogotano Mariano Santamaría por solicitud del presidente Rafael Reyes; en su labor, Santamaría diseñó el costado sur, levantó las columnas del patio interior, el frontón y el pórtico. Entre 1911 y 1919 asume la dirección de los trabajos el francés Gastón Lelarge, quien demolió el pórtico construido por Santamaría y lo reemplazó por el actual, diseñó los salones legislativos y las dependencias interiores y construyó las escalinatas exteriores. En su intervención, el arquitecto francés Gastón Lelarge propuso agregar una gran cúpula central, idea que no tuvo acogida; pues desde el comienzo predominó la tendencia hacia la horizontalidad de la construcción entre otras cosas para no competir con la altura de la Catedral. La ornamentación de la construcción fue realizada por el suizo Luigi Ramelli, incluyendo los mascarones y las cornisas que decoran el edificio, y posteriormente concluida por el escultor italiano Césare Sighinolfi.
En 1920 el gobierno convocó a una comisión para decidir el remate más adecuado para el Capitolio, la cual no dio una solución adecuada y tres años después la Sociedad Industrial de Ingenieros abrió un concurso del cual se presentaron dos alternativas: una opción de cúpula presentada por Alberto Martínez y Sadi González, y otra que sugirió colocar cuatro grifos en el ático del Salón Elíptico, que fue finalmente la opción seleccionada.
Entre 1924 y 1925 finaliza las obras el arquitecto Alberto Manrique Martín, quien terminó la construcción del Salón Elíptico y de las cubiertas, bajo la presidencia de Pedro Nel Ospina. El palacio se inauguró oficialmente el 7 de agosto de 1926, para la posesión presidencial de Miguel Abadía Méndez e inicio del periodo legislativo. 

### Obras posteriores
Entre 1945 y 1957 se realizaron las primeras modificaciones a la construcción, agregando una escalera imperial de comunicación entre el Salón Boyacá y el sótano, dos ascensores y una escalera monumental en el patio Núñez, obras realizadas por Rafael Lelarge, hijo del arquitecto Gastón Lelarge.
Algunas reformas al edificio adaptaron el espacio interior para albergar las oficinas de los congresistas ante el incremento progresivo de representantes. Otros trabajos de mantenimiento se realizaron durante la década de 1990 para evitar el deterioro del edificio. La restauración más reciente fue realizada en 1997 por parte de la firma Conconcreto S.A. en la cual se recuperaron todos los interiores y se reforzó la estructura antisísmica. En 2011 el Salón Elíptico fue dotado de sistemas tecnológicos para el control y la información durante las sesiones del Congreso.

## Exterior

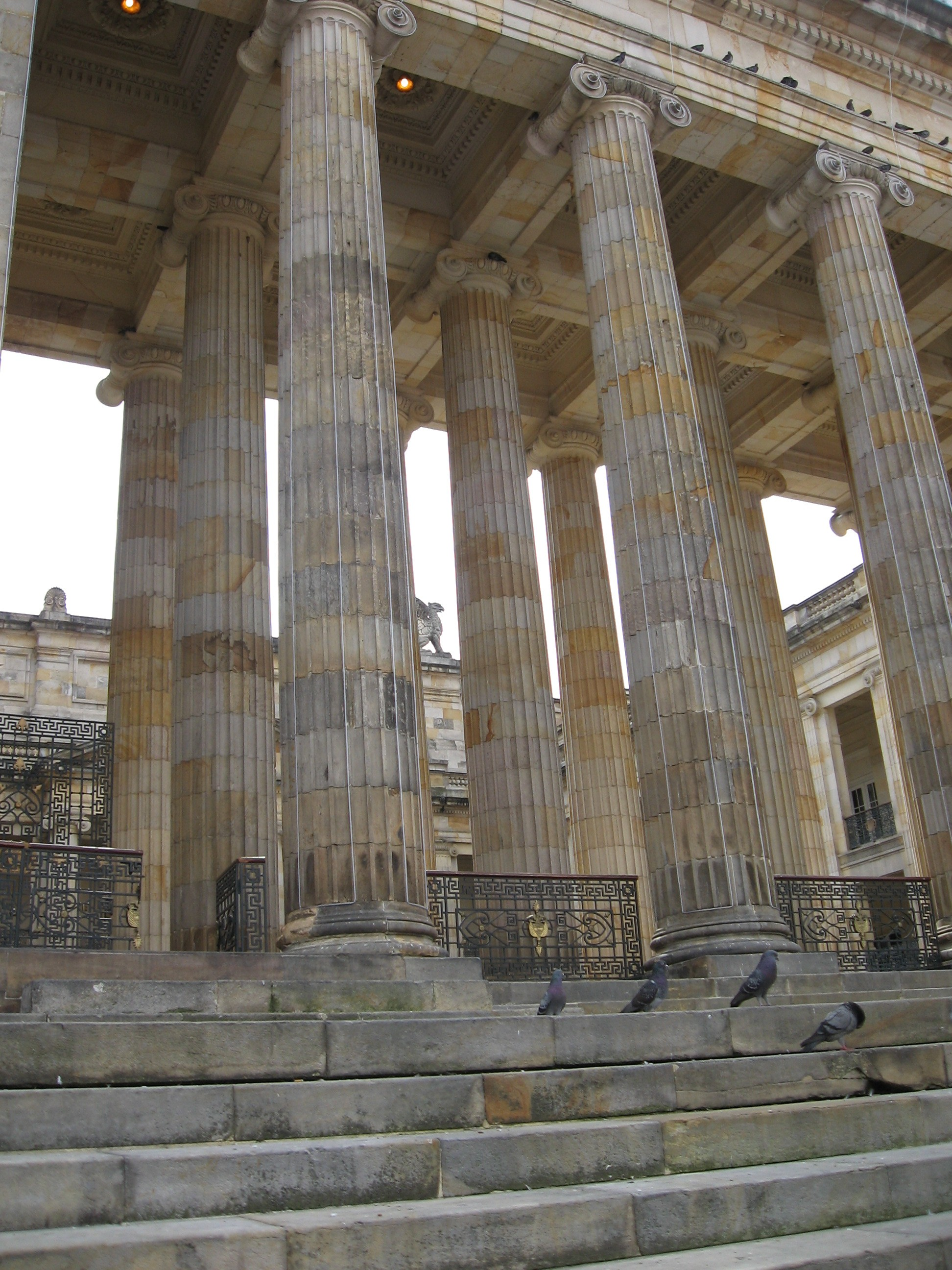
Detalle de la columnata en la fachada principal.

La fachada principal se encuentra sobre el costado sur de la plaza de Bolívar y está conformada por dos cuerpos laterales simétricos y un cuerpo central transparente a manera de pórtico, compuesto por una columnata de seis filas de tres columnas de estilo jónico que tienen dos vanos en cada uno de sus extremos, uno encima del otro y enmarcado por dos machones salientes sostenidos por dos pilastras adosadas. El edificio está coronado horizontalmente con un entablamiento que remata en una cornisa con cuatro grifos y una balaustrada en la que se intercalan jarrones y palmetas. El sistema de desagüe a la altura de la cornisa se adorna con gárgolas con cabezas de animales. 
El Capitolio Nacional se encuentra entre las carreras séptima y octava con calles novena y décima, en el costado sur de la plaza de Bolívar, en la localidad de La Candelaria, centro histórico de Bogotá. Al costado sur del edificio se encuentra la Plaza de Armas de la Casa de Nariño. Por el costado del Patio de Rafael Núñez, un túnel construido en 2006 comunica este extremo del Capitolio con el Edificio Nuevo del Congreso, ubicado sobre la carrera séptima. El Edificio Nuevo del Congreso se encuentra en el costado oriental del Capitolio, fue construido en 1979 y en él se encuentran las siete comisiones de la Cámara de Representantes y las siete comisiones del Senado. El costado oriental se complementa con el edificio del Colegio Mayor de San Bartolomé, institución educativa fundada por los Jesuitas en 1604.
Al costado occidental del Capitolio se encuentra la Casa de los Comuneros, en la cual funciona actualmente un museo y la sede de la Secretaría Distrital de la Cultura, Recreación y Deporte. Por la parte occidental siguiendo por la carrera octava se encuentra también la Iglesia de Santa Clara en donde funciona actualmente un museo de arte y el Palacio Echeverri, edificio construido por Gastón Lelarge en 1909 el cual es sede actualmente del Ministerio de Cultura. La plaza de Bolívar, como plaza mayor de la ciudad de Bogotá, ocupa el costado norte del Capitolio. Desde 1846 recibe el nombre del libertador Simón Bolívar y posee una estatua del mismo, elaborada por el escultor italiano Pietro Tenerani, la cual fue donada a la ciudad por el prócer de la independencia José Ignacio París. En la fachada posterior, el cuerpo central se encuentra retrocedido con respecto a los laterales conformando el patio Núñez, cuyo plano posterior posee dos hileras de siete ventanas, las tres centrales conforman una puerta de acceso al Salón Elíptico, enmarcado con cuatro columnas jónicas que sostienen un frontón. Por el costado sur, la construcción posee dos series de escalinatas que delimitan con el patio de Rafael Núñez y por el cual se comunica directamente con el Patio de Armas de la Casa de Nariño.

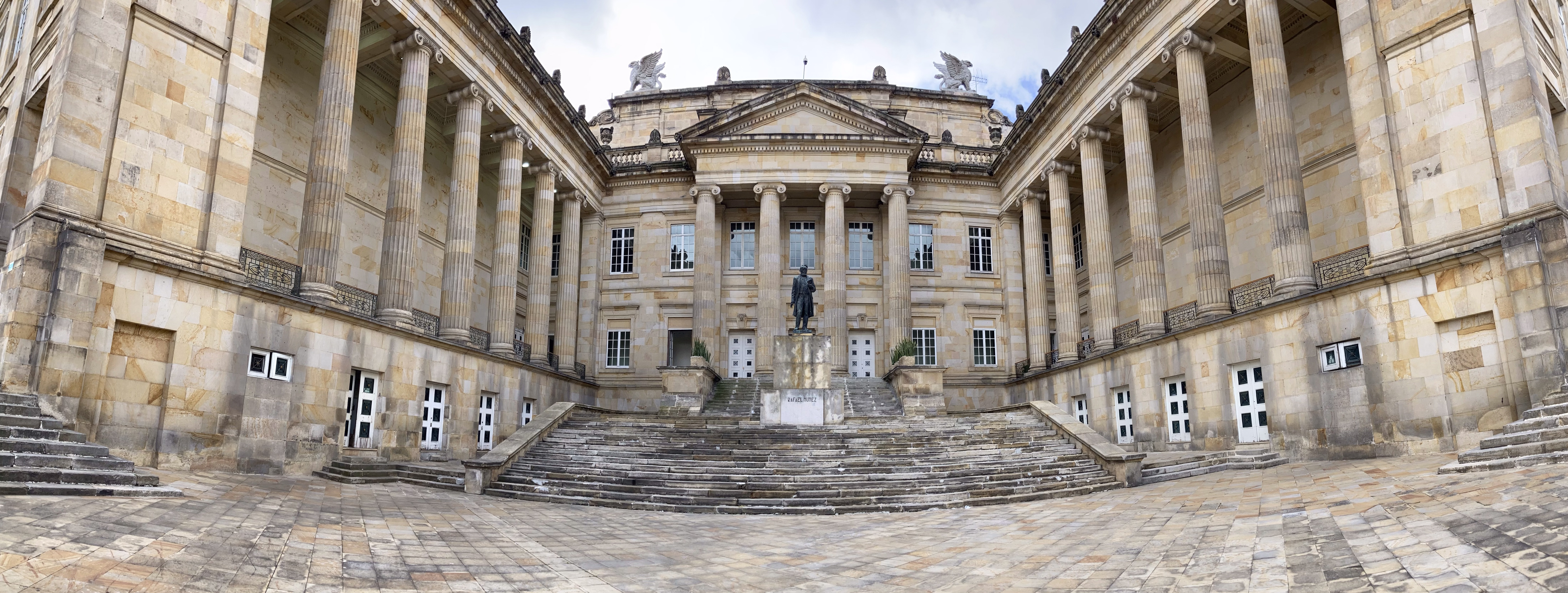
Vista panorámica de la entrada sur del Capitolio Nacional.

## Interior
Toda la estructura del Capitolio está hecha en piedra de cantería. El edificio cuenta con tres pisos, un sótano y cuatro patios interiores que rememoran a Tomás Cipriano de Mosquera, Jorge Eliécer Gaitán, Rafael Núñez y Álvaro Gómez Hurtado. Adicionalmente cuenta con 3 importantes salones (Salón Elíptico, Salón Boyacá y Recinto del Senado).

### Arte

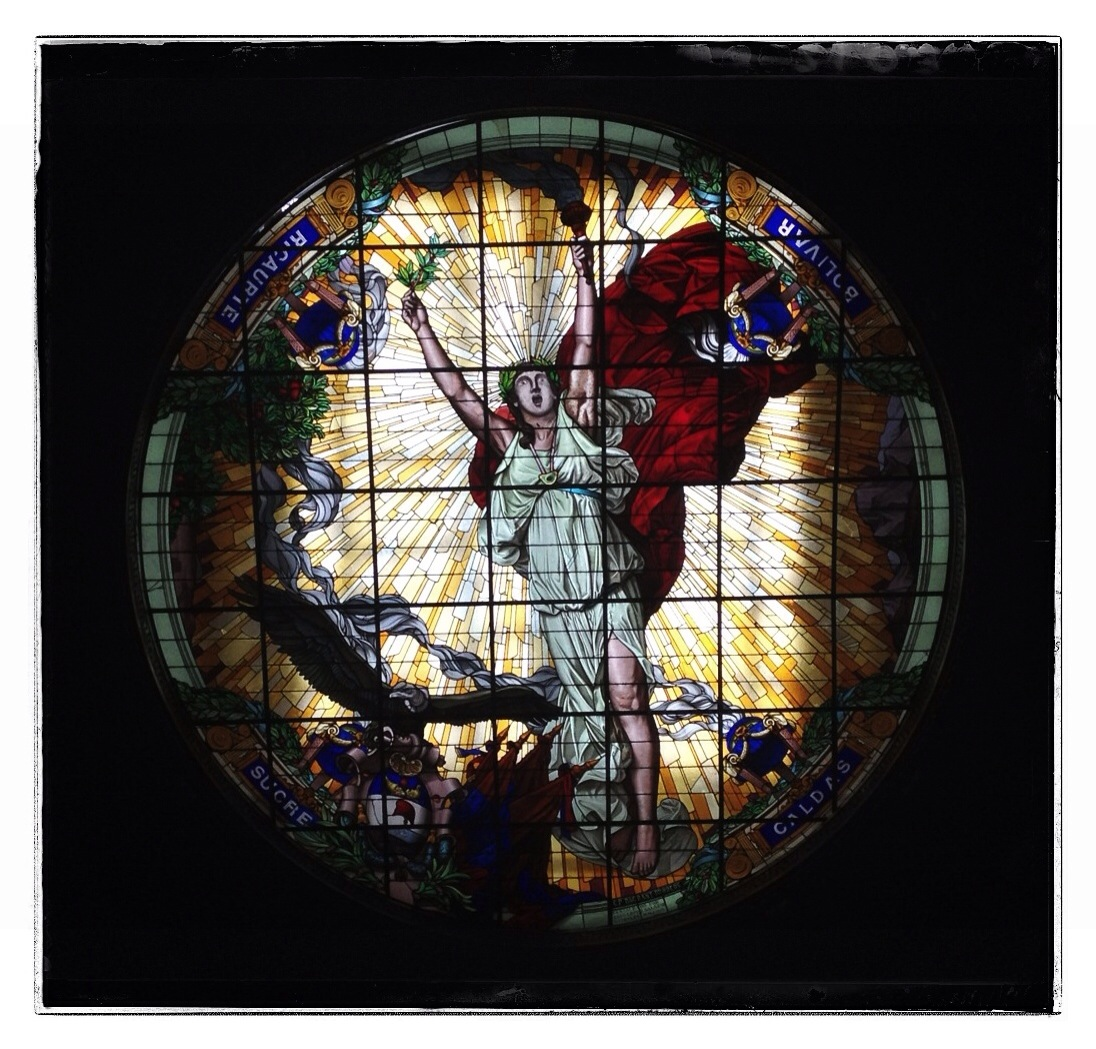
Vitral Alegoría a la Libertad en el Salón Elíptico.

Dentro de las obras de arte que se encuentran en el Capitolio se pueden destacar los vitrales redondos que adornan el Salón Elíptico y el Salón Boyacá, elaborados por la casa francesa Dagrand en Burdeos en 1926, los cuales fueron restaurados en 2008. El tercer vitral, que es el que adorna la cúpula del salón del Recinto del Senado fue elaborado por el maestro Enrique Grau en 1997 y lleva como título Vitral de la Paz.
Entre las estatuas y bustos conmemorativos que adornan el Capitolio se pueden mencionar los cuatro grifos que adornan el techo del Salón Elíptico elaborados por Luigi Ramelli en 1925, basado en el diseño de Manrique Martín. La escultura de Jorge Eliécer Gaitán fue elaborada por Bernardo Vieco y se encuentra en el patio de la Cámara. La escultura de Rafael Núñez fue elaborada por Francisco Antonio Cano el 6 de agosto de 1922 y se encuentra en el patio sur, posterior al Salón Elíptico, también conocido como Patio Nuñez. La escultura de Tomás Cipriano de Mosquera fue elaborada por Ferdinand von Miller e inaugurada el 7 de octubre de 1883. La estatua de Antonio Nariño que se encuentra en la plaza de armas sur que conduce y comparte con la Casa de Nariño, fue fundida por Henri-Léon Gréber e inaugurada el 20 de julio de 1910, siguiendo el modelo en yeso elaborado por Césare Sighinolfi en junio de 1884.

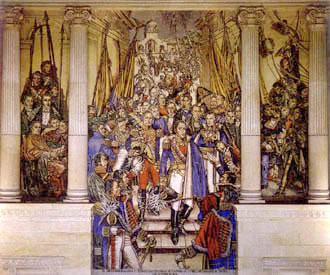
Mural de Santiago Martínez Delgado en el Capitolio Nacional de Colombia.

Entre otras esculturas de bronce que adornan el edificio se pueden mencionar la de Guillermo Valencia, elaborada por Luis Pinto Maldonado, la cabeza de bronce de Miguel Antonio Caro y la escultura de bronce de Alfonso López Pumarejo elaborada por Hugo Martínez, la cual se encuentra en el Salón de la Constitución.
Algunos de los retratos que adornan el edificio son: el general Santander, elaborado por José María Espinosa en 1853, el de Francisco de Paula Santander y el de Aquileo Parra, elaborados por Francisco Antonio Cano, el de Camilo Torres Tenorio y el de Rafael Uribe Uribe, elaborados por Ricardo Acevedo Bernal y la pintura de Santos Acosta elaborada por Ricardo Gómez Campuzano. 
Entre los murales que decoran los salones del Capitolio se destacan el mural tríptico del Salón Elíptico denominado "El libertador inaugura el régimen constitucional de Colombia en la Villa del Rosario", elaborado por Santiago Martínez en 1948 con motivo de la Conferencia Panamericana, el cual reemplazó al mural de Andrés de Santa María en honor a Bolívar combatiente en la batalla de Boyacá de 1926, los frescos "Liberación de los esclavos" y "Los Comuneros", elaborados por Ignacio Gómez Jaramillo en 1938, el mural que adorna el techo del Salón de Protocolo que conmemora el centenario de la Constitución Política de 1886, elaborado por Ramón Vásquez Arroyave en 1986 y el mural que preside el Salón Elíptico denominado "Tres cordilleras y dos océanos" elaborado por Alejandro Obregón a solicitud del presidente Belisario Betancourt en 1986, con motivo del centenario de la Constitución Política.

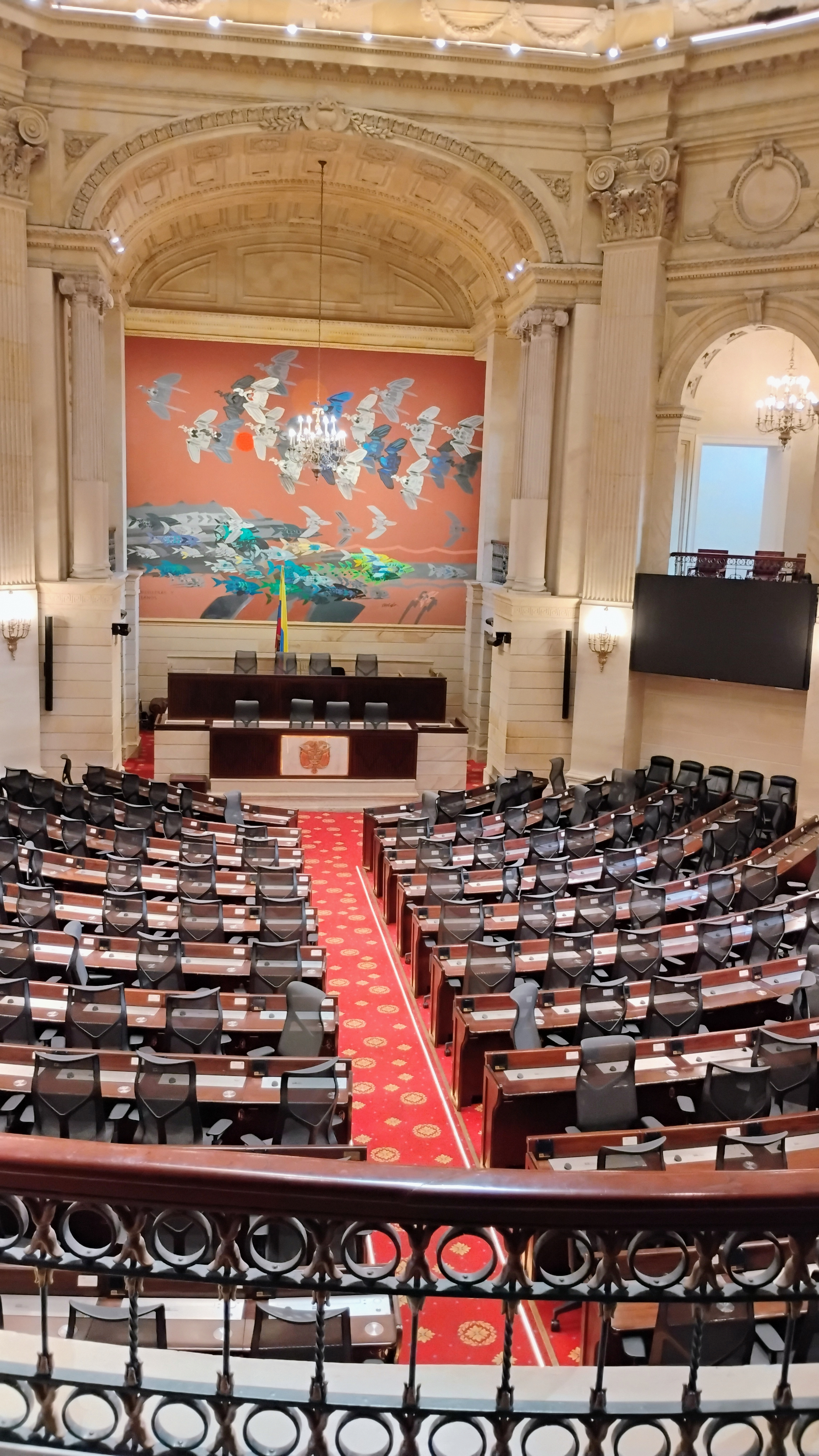
Salón Elíptico del Capitolio.

### Bloque central
El bloque central lo ocupa el Salón Elíptico, donde se llevan a cabo las Sesiones Plenarias del Congreso (Senado y Cámara) y se desarrollan las plenarias de la Cámara de Representantes (Cámara Baja), se da posesión al Presidente de la República y se realiza la elección de los miembros de las Altas Cortes, entre otras. El Salón Elíptico se encuentra al sur del patio Mosquera, que es el espacio posterior a la columnata sobre la fachada principal, en el cual se destaca una estatua de Tomás Cipriano de Mosquera, elaborada en bronce por el escultor alemán Ferdinand von Müller e inaugurada en 1883.

### Bloque oriental
En el bloque oriental se destaca el Salón del Recinto Senado en el extremo sur, la presidencia del Senado y sus vicepresidencias, el patio interior en honor a Álvaro Gómez Hurtado, la sala de protocolo (también conocida como "Salón de la Constitución"), la sala de prensa, una cafetería y salones de apoyo. 

### Bloque occidental
El bloque occidental contiene el Salón Boyacá, la presidencia de la Cámara y sus vicepresidencias, el patio interior en honor a Jorge Eliécer Gaitán, la sala de protocolo de la Cámara, una cafetería y salones de apoyo.

## Eventos

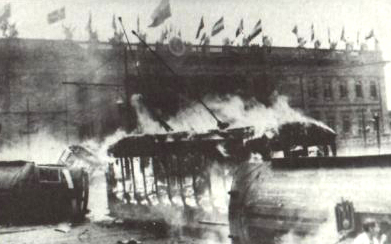
Tranvía en llamas frente al Capitolio, donde se desarrollaba la Conferencia Panamericana de 1948.

Aparte de ser la sede permanente del Congreso de Colombia, el Capitolio Nacional ha sido sede de numerosos eventos:
- Un suceso desafortunado ocurrido el 14 de octubre de 1914 (cuando el Capitolio aún no había sido inaugurado oficialmente, pero ya se utilizaba para las sesiones del Congreso), fue el asesinato del general Rafael Uribe Uribe, quien fue atacado por dos hombres mientras subía las escalinatas de la ingreso al Capitolio.[24]
- La Conferencia Panamericana de 1948, en la cual se creó la Organización de los Estados Americanos fue efectuada en el Salón Elíptico durante los meses de abril y mayo.[25] Dicho evento fue marcado por los acontecimientos ocurridos en Bogotá como consecuencia del asesinato de Jorge Eliécer Gaitán, conocidos como El Bogotazo.[26]

- Durante la Asamblea Constituyente de 1991 se revocó el Congreso elegido en 1990.[27] En las instalaciones del Capitolio se reunieron las comisiones de la Asamblea y en el Salón Elíptico se promulgó la Constitución Política de Colombia.[28]

En el Capitolio se han realizado los funerales de diversas personalidades del país como expresidentes, congresistas, políticos y personas de reconocida trayectoria. Algunos de ellos han sido:
- Luis Carlos Galán (1989)[29]
- Jaime Garzón (1999)[30]
- Martha Catalina Daniels (2002)[31]
- Julio César Turbay (2005)[32]
- Alfonso López Michelsen (2007)[33]
- Fanny Mikey (2008)[34]
- José Fernando Castro Caycedo (2008)[35]
- José Name Terán (2011)[36]

El protocolo tradicional para la posesión de los Presidentes de Colombia indica que el nuevo mandatario debe salir desde el Palacio de San Carlos para tomar el juramento en el Salón Elíptico del Capitolio, aunque en algunas ocasiones la sesión del Congreso para la posesión se ha instalado en la plaza de Bolívar.

## Seguridad

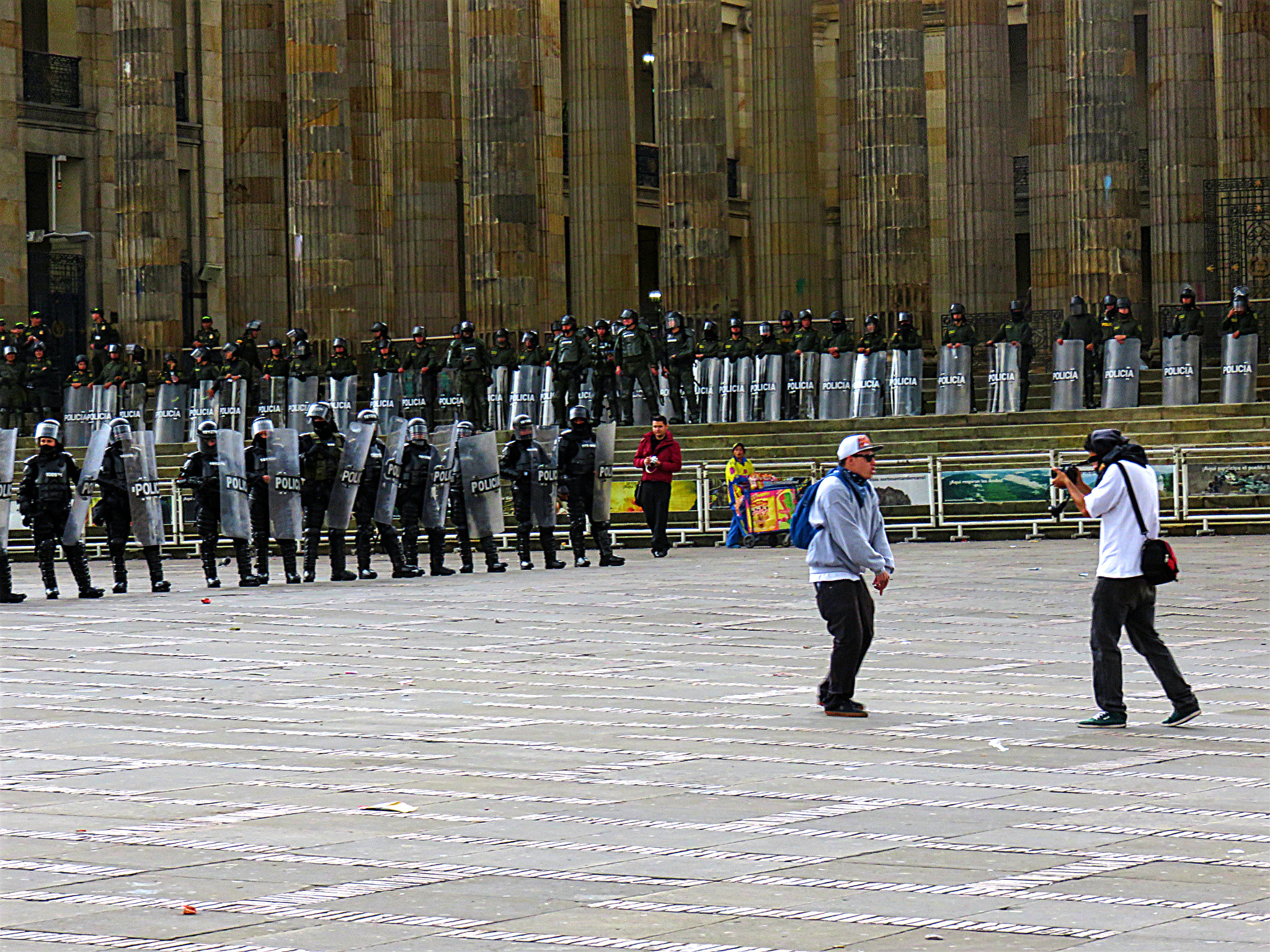
Agentes de un Escuadrón Móvil Antidisturbios reforzando la seguridad del Congreso durante los disturbios de mayo de 2015.

La Policía Nacional de Colombia en la Resolución 04244 de 2009 establece el Área de Protección a Personas e Instalaciones de la cual es parte el Grupo de Protección Congreso de la República conformada por alrededor de 510 agentes de policía. Su función principal es proteger "personas con nivel de riesgo comprobado" y las sedes permanentes del congreso como el Capitolio. 
En estas funciones la seguridad policial se encarga de coordinar la seguridad e ingreso de altos funcionarios del gobierno, Magistrados de las Altas Cortes, Generales de la Fuerza Pública, Cuerpo Diplomático y Dignatarios de otros Países. También coordina con las unidades de Policía, entidades y organismos de seguridad del estado, los apoyos de seguridad para el reforzamiento de los servicios extraordinarios en la instalación del Congreso, Posesión Presidencial y demás actividades especiales que ameriten especial atención, para garantizar la seguridad de los Dignatarios, congresistas y personas asistentes a estos eventos.

## En la cultura
La imagen del Capitolio Nacional ha aparecido en dos series de estampillas emitidas por Adpostal, la primera en 1946 y la segunda en 1959. En 1969 el Banco de la República emitió una serie de billetes de 100 pesos con la imagen de la fachada del Capitolio Nacional en el reverso. Dicha serie de billetes se reemitió ocho años más tarde pero con una imagen del Capitolio modificada, en la que se presentaba la misma fachada desde una perspectiva lateral, la cual circuló hasta 1980.
En 1975 se propuso el Capitolio Nacional de Colombia como Monumento Nacional a través de la resolución 004 del 30 de junio y se declaró como tal por el decreto 1584 del 11 de agosto de 1975. Entre 1986 y 1989 el Banco de la República emitió una serie de monedas de 50 pesos con la imagen del Capitolio Nacional en el reverso con motivo del centenario de la Constitución Política.
En 2007 el Capitolio Nacional fue seleccionado como semifinalista en la votación para elegir las Siete maravillas de Colombia, patrocinada por el diario El Tiempo. El 12 de febrero de 2010 el artista samario Rafael Gómez Barros instaló sobre la fachada del Capitolio 1300 hormigas gigantes de fibra de vidrio como parte de una representación artística del desplazamiento interno, la cual permaneció instalada durante siete semanas en el edificio.